# 54 알렉산드라

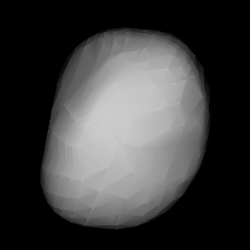

54 알렉산드라는 소행성대 중부에 있는 탄소질 소행성으로 지름이 약 155km이다. 1858년 9월 10일 독일-프랑스 천문학자 헤르만 골드슈미트가 발견했으며, 독일 탐험가 알렉산더 폰 훔볼트의 이름을 따서 명명되었다. 남성의 이름을 따서 명명된 최초의 소행성이다. 1990~92년 동안 이 소행성에 대한 광도 관측 결과, 주기가 18.14±0.04시간, 밝기 변화 등급이 0.10인 광도곡선이 나왔다. 알렉산드라는 레이더 감지 시스템으로 연구되었다.